# دنیاگیری آنفلوانزا

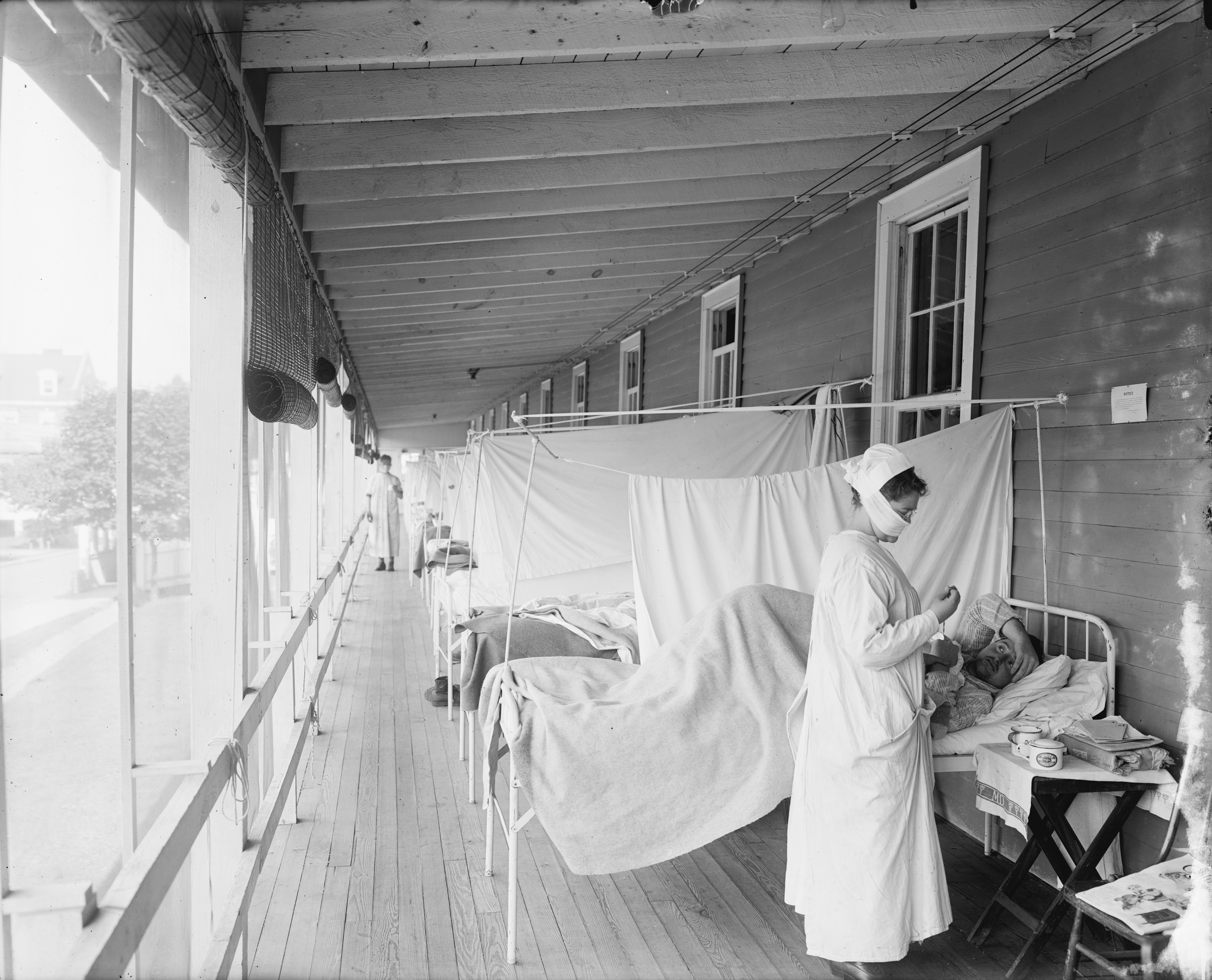
بخش آنفلوانزا در بیمارستان والتر رید، واشینگتن، D.C در طول همه‌گیر شدن بیماری آنفلوانزا در اسپانیا در ۱۹۱۸–۱۹۱۹.

دنیاگیری آنفلوانزا (به انگلیسی: Influenza pandemic) همه‌گیری ویروس آنفلوانزا است که در مقیاس جهانی گسترش می‌یابد و بخش بزرگی از جمعیت جهان را آلوده می‌کند. برخلاف همه‌گیری‌های فصلی آنفلوانزا، این دنیاگیری به‌طور نامنظم اتفاق می‌افتد - در طی ۳۰۰ سال گذشته حدود ۹ بیماری همه‌گیر آنفلوانزا وجود داشته است. همه‌گیری‌ها می‌توانند سطح بالایی از مرگ و میر ایجاد کنند، در حالی که بیماری آنفلوانزای اسپانیایی در سال ۱۹۱۸ بدترین مورد ثبت شده در تاریخ است. تخمین زده می‌شود که این بیماری همه‌گیر جهانی عامل کشته‌شدن ۵۰ تا ۱۰۰ میلیون نفر بوده است. برای ۳۰۰ سال گذشته در هر ۱۰۰ سال حدود سه همه‌گیری آنفلوانزا' وجود داشته که جدیدترین آن دنیاگیری آنفلوانزای (۲۰۰۹) است.
همه‌گیری‌های آنفلوانزا زمانی اتفاق می‌افتد که یک گونهٔ جدید از ویروس آنفلوانزا از گونه‌های جانوری دیگری به انسان منتقل می‌شود. گونه‌هایی که در ظهور نژادهای جدید آنفلوانزای انسانی مهم به نظر می‌رسند خوک‌ها، مرغ‌ها و اردک‌ها هستند. این نژادهای نوظهور در برابر هرگونه ایمنی که ممکن است افراد به نژادهای قدیمی تر داشته‌باشند مقاومند، بنابراین می‌توانند به سرعت گسترش یافته و تعداد بسیار زیادی از افراد را آلوده کنند. گاهی هم ویروس‌های آنفلوانزای A از پرندگان وحشی به گونه‌های دیگر منتقل می‌شوند و باعث شیوع آن در مرغان خانگی می‌شوند و ممکن است منجر به همه‌گیری‌های آنفلوآنزا شوند. به نظر می‌رسد که بخشی از انتشار ویروس‌های آنفلوانزا در سراسر جهان با کوچ پرندگان مهاجر انجام می‌شود، اگرچه محموله‌های تجاری فراورده‌های پرندگان زنده نیز ممکن است نقش داشته باشد. شیوه‌ها و شبکه‌های سفر انسان نیز می‌تواند در همه‌گیری آنفلوانزا مؤثر باشد.
سازمان جهانی بهداشت (WHO) یک زمان‌بندی شش مرحله‌ای را ارائه داده که در آن روند حرکت و گسترش ویروس آنفلوانزای نوظهور را از چند عفونت ابتدایی در انسان‌ها، تا رسیدن به یک بیماری همه‌گیر توضیح می‌دهد. مرحلهٔ اول بیشتر با آلوده شدن چند حیوان با این ویروس آغاز می‌شود؛ که در مواردی این حیوانات افرادی را آلوده می‌کنند، سپس در مرحله‌ای وارد می‌شود که ویروس شروع به پخش مستقیم خود از فردی به افراد دیگر می‌کند، و با حرکت خود در میان انسان‌ها هنگامی فرا می‌رسد که عفونت‌های ویروس نوظهور توانایی بالقوهٔ گسترش در سراسر جهان را پیدا می‌کند و دنیاگیر می‌شود.
یک نو ویروس آنفلوانزای A که ممکن است در آینده بتواند همه‌گیر شود یکی از گونه‌های ویروسی به شدت بیماری‌زا (پاتوژن) اچ ۵ ان ۱ (H5N1)؛ زیر گروه ویروس آنفلوانزای A است. در ۱۱ ژوئن ۲۰۰۹، در پی انتشار شواهدی از همه‌گیری یک نوع جدید از آنفلوانزای اچ ۱ ان ۱ (H1N1) در نیم‌کره جنوبی، این نو ویروس از سوی سازمان بهداشت جهانی به عنوان یک بیماری همه‌گیر جهانی در (مرحله ۶) اعلام شد. در به روزرسانی جهانی این خبر در ۱۳ نوامبر ۲۰۰۹ که توسط سازمان بهداشت جهانی منتشر شد آمده است: " تا ۸ نوامبر ۲۰۰۹، در سراسر جهان بیش از ۲۰۶ کشور و سرزمین‌ها یا جوامع خارج از کشور گزارش داده‌اند [۵۰۳٬۵۳۶] آزمایشگاه موارد آنفلوانزای همه‌گیر؛ آنفلوانزای H1N1) 2009) تأیید شده، و از جمله بیش از ۶٬۲۵۰ مرگ و میر گزارش شده است. "

## آنفلوانزا
آنفلوانزا، که معمولاً با آنفلوآنزا شناخته می‌شود، یک بیماری عفونی پرندگان و پستانداران است که در اثر ویروس RNA خانواده ارتومیکسوویریده (ویروس‌های آنفلوانزا) ایجاد می‌شود. در انسان، از نشانه‌های عفونت آنفلوانزا عبارتند از: تب، گلودرد، دردهای ماهیچه، سردرد شدید، سرفه و ضعف و خستگی. در موارد جدی‌تر، آنفلوانزا باعث سینه‌پهلو می‌شود، که می‌تواند به ویژه در کودکان خردسال و سالمندان، کشنده باشد. گرچه گاهی با سرماخوردگی اشتباه گرفته می‌شود، در آنفلوانزا این نشانه‌های بیماری بسیار شدیدتر است و در اثر نوع دیگری از ویروس ایجاد می‌شود. هرچند این تهوع و استفراغ می‌تواند به ویژه در کودکان ایجاد شود، ولی این نشانه‌ها بیشتر در رابطه با مشکل دستگاه گوارش است، که گاهی هم "آنفلوآنزای معده" یا "آنفلوآنزای ۲۴ ساعته" خوانده شده است."